# NGC 3748
NGC 3748 este o galaxie lenticulară situată în constelația Leul. A fost descoperită în 5 aprilie 1874 de către Ralph Copeland⁠(d). Se află la o distanță de 131,4 de megaparseci de Pământ.